# 1895 في كندا
فيما يلي قوائم الأحداث التي وقعت خلال عام 1895 في كندا.

## سياسة

### تعيين في المنصب
- 1 يناير – جون بلاك عضو الجمعية التشريعية لنيو برونزويك ‏.
- 1 يناير – هنري كولينز عمدة فانكوفر ‏.

## مواليد

### يناير
- 1 يناير – إستر كلارك رايت مؤرخة كندية.
- 1 يناير – بيتر ماكدونالد سياسي بريطاني.
- 1 يناير – جون مورو غرانت
- 5 يناير – ليلي ماي بيري عالمة نبات من الولايات المتحدة الأمريكية.
- 9 يناير – جون راسيل لوف سياسي كندي.
- 21 يناير – فرد غاردينر سياسي كندي.
- 26 يناير – آموس أربور لاعب هوكي جليد كندي.

### فبراير
- 1 فبراير – كون سميث لاعب هوكي جليد كندي.
- 3 فبراير – جورج هاردي
- 3 فبراير – فريدريك إليوت براون طيار بطل كندي.
- 15 فبراير – إيرل تومسون رياضي كندي.
- 18 فبراير – بيت هندرسون
- 27 فبراير – ويليام هويل آرثر توماس سياسي كندي.

### مارس
- 2 مارس – هيرب دروري
- 3 مارس – إيرني كوليت لاعب هوكي جليد كندي.
- 4 مارس – جون موريسون لاعب هوكي جليد كندي.
- 21 مارس – ديوك كيتس لاعب هوكي جليد كندي.
- 23 مارس – جون روبرت كارترايت
- 27 مارس – ويليام هربرت كونور سياسي كندي.

### أبريل
- 14 أبريل – أرماند ريتشارد سياسي كندي.
- 17 أبريل – أليكس مكينون لاعب هوكي جليد من الولايات المتحدة الأمريكية.
- 25 أبريل – غلين سميث لاعب هوكي جليد كندي.
- 27 أبريل – دانيال موراي باين قالبرايث
- 28 أبريل – هارولد جيمس كيربي سياسي كندي.

### مايو
- 6 مايو – إرنست تشارلز هوي
- 12 مايو – ويليام جيوك كيميائي أمريكي.
- 21 مايو – جوزيف بوليو موسيقي كندي.
- 27 مايو – دوغلاس لويد كامبل سياسي كندي.
- 29 مايو – إستر هيل مهندسة معمارية كندية.

### يونيو
- 2 يونيو – جوليان فيرغسون سياسي كندي.
- 5 يونيو – روبرت سبنسر ستون
- 8 يونيو – جورج فرازير كير عسكري كندي.
- 9 يونيو – لوتي بيكفورد ممثلة كندية.
- 23 يونيو – ريج نوبل لاعب هوكي جليد كندي.

### أغسطس
- 11 أغسطس – بيتي رامزي لاعب هوكي جليد كندي.
- 12 أغسطس – جوزيف ماكورميك لاعب هوكي جليد كندي.
- 18 أغسطس – جاك بيكفورد

### سبتمبر
- 18 سبتمبر – جون ديفنبيكر رئيس وزراء كندا.
- 20 سبتمبر – ليزلي فروست سياسي كندي.
- 23 سبتمبر – بات كاميرون سياسي كندي.

### أكتوبر
- 1 أكتوبر – إد وينغو لاعب كرة قاعدة كندي.
- 3 أكتوبر – كلارنس جيلز سياسي كندي.
- 10 أكتوبر – لازاروس فيليبس سياسي كندي.
- 20 أكتوبر – فريدريك فرازير سياسي كندي.
- 24 أكتوبر – جورج جونز ضابط بحري كندي.

### نوفمبر
- 6 نوفمبر – جوزيف ليونارد أوبراين سياسي كندي.
- 8 نوفمبر – والتر مونتجومري مصارع هاوي كندي.
- 10 نوفمبر – اريك كاروثرز لاعب هوكي جليد كندي.
- 13 نوفمبر – تشارلز ستيوارت لاعب هوكي جليد كندي.

### ديسمبر
- 21 ديسمبر – جون هاميلتون روبرتس جندي كندي.
- 21 ديسمبر – والتر تومسون سياسي كندي.

## وفيات

### يناير
- 11 يناير – ميخائيل جوزيف باور (مواليد 1834) سياسي كندي.
- 28 يناير – كاميلي يفبفر (مواليد 1831) مبشّر كندي.

### سبتمبر
- 15 سبتمبر – هكتور بيرتيلوت (مواليد 1842)

### أكتوبر
- 4 أكتوبر – أوين ميرفي (مواليد 1827) سياسي كندي.

### نوفمبر
- 26 نوفمبر – والاس روس (مواليد 1857) مُجدّف كندي.